# Дуб у селі Вікторів
Дуб в селі Вікторів. Дуб росте поблизу церкви в селі Вікторів Галицького району Івано-Франківської області. Обхват 6,42 м, вік близько 600 років, висота 23 м. За легендою під деревом відпочивали козаки Богдана Хмельницького, які в 1648 р. йшли на з'єднання з повстанцями Семена Височана. У XVII ст. на дубі висів церковний дзвін. Статус ботанічної пам'ятки природи одержав в 1972 р.